# Étrechet
Étrechet é uma comuna francesa na região administrativa do Centro, no departamento Indre. Estende-se por uma área de 17,8 km². Em 2010 a comuna tinha 1 030 habitantes (densidade: 57,9 hab./km²).